# هنري إف. ماي
هنري إف. ماي (بالإنجليزية: Henry F. May)‏ هو مؤرخ أمريكي، ولد في 27 مارس 1915، وتوفي في 29 سبتمبر 2012.